# Rivière Mercier
Pour les articles homonymes, voir Mercier.
La rivière Mercier coule successivement dans les municipalités de Saint-Charles-Garnier, Les Hauteurs et Sainte-Jeanne-d'Arc (La Mitis), dans la municipalité régionale de comté (MRC) de La Mitis, dans la région administrative du Bas-Saint-Laurent, au Québec, au Canada.
La rivière Mercier est un affluent de la rive ouest de la rivière Mitis, laquelle coule vers le nord-ouest jusqu'au littoral sud-est du fleuve Saint-Laurent où elle se déverse à la hauteur de Sainte-Flavie et de Grand-Métis.

## Géographie
À partir de la confluence du Bras Ross et du ruisseau du Lac Blanc, la rivière Mercier coule vers le sud-ouest sur environ 8 km jusqu'à sa confluence rive gauche de la rivière Mitis, en amont de la décharge du Lac Deschênes venant de l'est. Cette confluence est située au sud-est du littoral sud-est de l'estuaire maritime du Saint-Laurent.

## Toponymie
Le terme « Mercier » constitue un patronyme de famille d'origine française.
Le toponyme « rivière Mercier » a été officialisé le 5 décembre 1968 à la Commission de toponymie du Québec.